# بلنویل، کبک
بلنویل (به فرانسوی: Blainville) شهرکی در منطقه شهری ترز-دو-بلنویل ناحیه لورانتید در استان کبک کانادا است. در سرشماری سال ۲۰۱۱ این شهرک ۴۴٬۵۸۲ نفر جمعیت داشته‌است و مساحت آن ۵۴٫۶۲ کیلومتر مربع است.